# Hermann Höfle (SS-generaal)
Hermann Höfle (Augsburg, 12 september 1898 - Bratislava, 9 december 1947) was een Duitse SS-Obergruppenführer (luitenant-generaal). Hij was generaal in de Waffen-SS en de politie. Vanaf september 1943 was hij werkzaam als Höherer SS- und Polizeiführer (HSSPF) Mitte en vanaf september 1944 als HSSPF Slowakije actief. 

## Leven
Höfle was een zoon van een postbeambte. Eind augustus 1916 werd hij lid van het Königlich Bayerisches 8. Infanterie-Regiment „Großherzog Friedrich II. von Baden“ en werd later een observator en nam deel aan de Eerste Wereldoorlog. Aan het einde van de oorlog was hij lid van het Vrijkorps Epp en de Bund Reichskriegsflagge. Op 9 november 1923 nam hij aan de Bierkellerputsch deel. Van 1920 tot juli 1934 was Höfle een officier in de Reichswehr en verliet deze weer als Major der Reserve. In 1931 haalde hij zijn diploma als tolk Spaans. Tijdens zijn dienst in de Reichswehr werd hij op 9 november 1933 tot SA-Standartenführer benoemd. 

### Carrière
Van augustus 1934 tot januari 1937 was hij de leider van de Nationalsozialistisches Kraftfahrkorps (NSKK) in München. Van 1935 tot 1939 was hij leider van de Reichsführerschule der NSKK en vanaf augustus 1937 ook inspecteur der opleidingen (Inspektor der Ausbildung) van de korpsleiding. Tijdens de Tweede Wereldoorlog voerde hij de Motorobergruppe Ost. aan. Bovendien leidde hij de NSKK-verkeerscompagnieën (NSKK-Verkehrskompanien) van de NSKK.
In mei 1937 werd Höfle lid van de NSDAP. Op verzoek van Heinrich Himmler werd hij ook lid van de SS In juli 1943. Van midden september 1943 tot begin oktober 1944, was hij Höherer SS- und Polizeiführer (HSSPF) Mitte met zijn kantoor in Braunschweig. Van eind september 1944 tot het begin van mei 1945 was hij HSSPF Slowakije. Höfle was hoofdverantwoordelijke voor het hardhandig optreden tijdens de Slowaakse Nationale Opstand in de herfst van 1944.

### Na de oorlog
Na de oorlog werd Höfle, samen met Hanns Ludin, in 1947 in Bratislava aangeklaagd en tot de dood veroordeeld. Op 9 december 1947 werd Höfle opgehangen. In de literatuur bevindt zich ook een opgave dat hij op 3 december 1947 in gevangenschap gestorven is.

### Familie
Höfle was sinds 1925 getrouwd en had twee dochters. Zijn oudste dochter Helga (1929), emigreerde na de oorlog naar Nieuw-Zeeland en gepubliceerde er onder de naam Helga Tiscenko haar memoires Strawberries with the Fuhrer: A Journey from the Third Reich to New Zealand (2000).

## Carrière
Höfle bekleedde verschillende rangen in zowel de Allgemeine-SS als NSKK. De volgende tabel laat zien dat de bevorderingen niet synchroon liepen.
| Datum                                | Deutsches Heer               | Heer              | Sturmabteilung      | NSKK                   | Politie                       | Allgemeine-SS        | Waffen-SS                |
| ------------------------------------ | ---------------------------- | ----------------- | ------------------- | ---------------------- | ----------------------------- | -------------------- | ------------------------ |
| 31 augustus 1916 - 30 september 1916 | Fahnenjunker                 | —                 | —                   | —                      | —                             | —                    | —                        |
| 24 november 1916                     | Gefreiter                    | —                 | —                   | —                      | —                             | —                    | —                        |
| 25 januari 1917                      | Unteroffizier (überzähliger) | —                 | —                   | —                      | —                             | —                    | —                        |
| 29 september 1917                    | Unteroffizier (planmäßiger)  | —                 | —                   | —                      | —                             | —                    | —                        |
| 8 januari 1918                       | Fähnrich                     | —                 | —                   | —                      | —                             | —                    | —                        |
| 8 januari 1918                       | Leutnant                     | —                 | —                   | —                      | —                             | —                    | —                        |
| 1 april 1925                         | —                            | Oberleutnant      | —                   | —                      | —                             | —                    | —                        |
| 1 april 1933                         | —                            | Hauptmann         | —                   | —                      | —                             | —                    | —                        |
| 9 november 1933—                     | —                            | —                 | SA-Standartenführer | —                      | —                             | —                    | —                        |
| 1934—                                | —                            | Major der Reserve | —                   | —                      | —                             | —                    | —                        |
| 1 oktober 1934—                      | —                            | —                 | —                   | NSKK-Standartenführer  | —                             | —                    | —                        |
| 20 april 1935—                       | —                            | —                 | —                   | NSKK-Oberführer        | —                             | —                    | —                        |
| 30 januari 1936—                     | —                            | —                 | —                   | NSKK-Brigadeführer     | —                             | —                    | —                        |
| 6 september 1937—                    | —                            | —                 | —                   | NSKK-Gruppenführer     | —                             | —                    | —                        |
| 30 januari 1939                      | —                            | —                 | —                   | NSKK-Obergruppenführer | —                             | —                    | —                        |
| 1 juli 1943                          | —                            | —                 | —                   | —                      | Generalleutnant in de politie | SS-Gruppenführer     | —                        |
| 20 april 1944                        | —                            | —                 | —                   | —                      | —                             | SS-Obergruppenführer | —                        |
| 8 april 1944                         | —                            | —                 | —                   | —                      | Generaal bij de politie       | —                    |                          |
| 20 juni 1944 - 1 juli 1944           | —                            | —                 | —                   | —                      | —                             | —                    | Generaal in de Waffen-SS |

## Lidmaatschapsnummers
- NSDAP-nr.: 3 924 970[13] (lid vanaf mei 1937)
- SS-nr.: 463 093[13][2] (lid vanaf 1 juli 1943)[12]

## Onderscheidingen
Selectie:
- IJzeren Kruis 1914, 1e Klasse[6][4] (26 januari 1918[2][10]) en 2e Klasse[6][4][2][10]
- Herhalingsgesp bij IJzeren Kruis 1939, 1e Klasse (29 oktober 1944[2][10]) en 2e Klasse[4] (13 oktober 1944[2][10])
- Kruis voor Oorlogsverdienste, 1e Klasse (1 september 1942[10]) en 2e Klasse met Zwaarden[4][2]
- Gewondeninsigne 1918 in goud[4][6][2] in 1918[1]
- Spanjekruis in brons[4][12] in 1939[2]
- Bloedorde (nr.1491) op 9 november 1933[4][12][2]
- Eisernes Ehrenschild des Luftgaues XI in 1943[2][1]